# エクスポーズ 暗闇の迷宮
『エクスポーズ 暗闇の迷宮』（原題:Exposed）は、2016年に公開されたアメリカ合衆国のスリラー映画である。監督はジー・マリク・リントン（デクラン・デイル名義になっている理由は後述）、主演はアナ・デ・アルマスとキアヌ・リーヴスが務めた。

## あらすじ
スコット・ガルバン刑事は同僚（カレン）が殺された事件の捜査に当たっていたが、警察組織全体が捜査に及び腰であった。と言うのも、カレン刑事は汚職に手を染めており、事件の捜査を通してその全貌が世間に知られてしまう可能性があったためである。ガルバンはそんな状況下でもめげずに捜査を進め、ついに解決のカギを握ると思われる若い女性、イサベルに辿り着くことに成功した。ところが、イサベルが抱えていた闇はガルバンの想像をはるかに超えるものであり、そのおぞましさを前に彼は大いに苦悩する。

## キャスト
- イサベル・デ・ラ・クルス：アナ・デ・アルマス
- スコット・ガルバン刑事：キアヌ・リーヴス
- ギャルウェイ：クリストファー・マクドナルド
- ブラック：ビッグ・ダディ・ケイン
- ジャニーン・カレン：ミラ・ソルヴィノ
- エリーザ：ヴィーナス・アリエル
- ナルド：アリエル・パチェコ
- エヴァ：ローラ・ゴメス
- サラ・ラミレス刑事：メリッサ・リントン
- ディブロンスキ刑事：マイケル・リスポリ
- ジョーイ・カレン刑事：ダニー・ホック
- ホセ・デ・ラ・クルス：イスマエル・クルス・コルドバ
- アンソニー・ガルバン：モンテ・グリーン
- マリソル・デ・ラ・クルス：ジャネット・ディローン

## 製作
2014年9月6日、キアヌ・リーヴスとアナ・デ・アルマスが新作映画『Daughter of God』に出演することになったと報じられた。11月8日、ミラ・ソルヴィノの起用が発表された。同月、本作の主要撮影がニューヨークで行われた。
2015年12月7日、ジー・マリク・リントン監督が本作の監督としてクレジットされることを拒否していると報じられた（この時点でタイトルも『Daughter of God』から『Exposed』に変更されていた）。リントン監督の当初の構想では、本作はある若いスペイン系の女性とその家族を題材にした作品であり、セリフの60%もスペイン語になる予定だった。また、演じる白人警官も小さな役に過ぎなかった。ところが、リーヴス側とライオンズゲート・プレミア（本作の全米配給権を保有）がその構想に不満を抱き、リーヴスを主役にした「ごく普通のアクションスリラー映画」に再編集したという（ただし、リーヴス側は再編集への関与を否定している）。リントン監督のクレジット拒否はこれが原因であり、結局は「デクラン・デイル」という架空の人名が監督のクレジットに使用されることになった。

## 音楽・マーケティング
2014年12月1日、カルロス・ホセ・アルバレスが本作で使用される楽曲を手掛けると報じられた。2015年12月5日、本作のオフィシャル・トレイラーが公開された。2016年2月26日、レイクショア・レコーズが本作のサウンドトラックを発売した。

## 評価
本作は批評家から酷評されている。映画批評集積サイトのRotten Tomatoesには25件のレビューがあり、批評家支持率は8%、平均点は10点満点で2.9点となっている。サイト側による批評家の見解の要約は「『エクスポーズ 暗闇の迷宮』はその欠点を剥き出しの状態で放置しており、注意力が極めて乏しい観客でもない限り、その存在に気がつくはずである。キャスト陣の奮闘を以てしても、プロットが退屈かつ無闇に複雑であるという難点を乗り越えることはできなかった。」となっている。また、Metacriticには5件のレビューがあり、加重平均値は23/100となっている。